# Vítor Ribeiro (ator)
Vítor Ribeiro (Lisboa, 2 de julho de 1942) é um ator português.

## Biografia
Frequentou o curso de teatro do Conservatório Nacional, que terminou em 1962.
Estreou-se em 1960, no Teatro Nacional Popular sediado no Teatro da Trindade, sob a direção de Ribeirinho.
Fez parte do elenco de várias Companhias, destacando-se as seguintes peças; Príncipe de Homburgo, Teatro da Trindade; O Comissário de Polícia, Os Velhos, Teatro Popular de Lisboa; Bocage Alma sem Mundo, A Nossa Cidade, Teatro Estúdio de Lisboa; A Maçã, O Chapéu de Palha de Itália, Teatro Experimental de Cascais; A Mantilha de Beatriz, Os Porquinhos da Índia, Metrul; A Sombra de um Franco-Atirador, Por estes Santos Latifúndios, Os Bonecreiros.
Trabalhou na rádio, em folhetins e teatro radiofónico.
Em 1978 ingressou na companhia residente do Teatro Nacional D. Maria II onde ficou durante vários anos.
Trabalhou também para televisão onde fez séries e teleteatro. 

## Televisão
- 1961 - "A Castro"
- 1962 - "O Príncipe de Homburgo"
- 1962 - "O Servidor da Humanidade"
- 1963 - "Primerose"
- 1963 - "Noite de Reis"[4]
- 1968 - Ifigénia
- 1970 - Auto de Santo Aleixo
- 1970 - El Rei Seleuco
- 1971 - Cavalheiro Respeitável, Precisa-se
- 1972 - O Avarento
- 1973 - O Caso do Senhor Vestido de Violeta
- 1974 - A Grande Viagem
- 1974 - "O Vagabundo das Mãos de Oiro"
- 1976 - "O Delator"
- 1978 - Os Galos e as Gajas
- 1980 - "Retalhos da Vida de um Médico"[5][6]
- 1982 - O Incendiário

## Teatro
- 1960 - Leonor Teles - Teatro da Trindade[7]
- 1962 - O Príncipe de Homburgo - Teatro da Trindade[8]
- 1962 - Os Velhos - Teatro da Estufa Fria[9]
- 1962 - A Mantilha de Beatriz - Teatro da Estufa Fria[10]
- 1966 - Bocage - Alma Sem Mundo - Teatro Vasco Santana
- 1967 - "A Nossa Cidade" - Teatro Vasco Santana[11][12]
- 1968 - "A Louca de Chaillot" - Teatro Vasco Santana[13]
- 1969 - "A Maçã" - Teatro Experimental de Cascais[14]
- 1970 - "Antepassados Vendem-se" - Teatro Experimental de Cascais[15]
- 1970 - Um Chapéu de Palha de Itália - Teatro Experimental de Cascais[16]
- 1974 - Os Porquinhos da Índia - Teatro Laura Alves
- 1975 - História Exemplar de um Traficante de Armas - Teatro Os Bonecreiros
- 1976 - A Sombra de um Franco-Atirador - Teatro Os Bonecreiros
- 1978 - A Grande Jogada! - Teatro Capitólio[17]
- 1978 - Alfageme de Santarém - Teatro Nacional D. Maria II[18]
- 1978 - Felizmente Há Luar - Teatro Nacional D. Maria II[19]
- 1979 - Os Filhos do Sol - Teatro Nacional D. Maria II[20]
- 1981 - Rómulo, O Grande - Teatro Nacional D. Maria II
- 1982 - A Sobrinha do Marquez - Teatro Nacional D. Maria II
- 1982 - Pedro, o Cru - Teatro Nacional D. Maria II
- 1983 - Auto de Vicente Anes Joeira - Teatro Nacional D. Maria II
- 1984 - A Carroça do Poder - Teatro Nacional D. Maria II
- 1989 - Fígaro - Teatro Nacional D. Maria II
- 1990 - Minetti - Teatro Nacional D. Maria II
- 1999 - A Sobrinha do Marquês - Teatro Nacional D. Maria II[21]
- 2000 - A Real Caçada ao Sol - Teatro Nacional D. Maria II[22][23]
- 2002 - Auto da Índia - Teatro Nacional D. Maria II[24]
- 2006 - A Casa da Lenha - Teatro Nacional D. Maria II[25]
- 2007 - Vinte e Zinco - Teatro Nacional D. Maria II[26]

```
Lista incompleta - em atualização
```

## Teatro Radiofónico
- 1972 - Amar os Outros (folhetim)
- 1973 - Noite de Teatro - A Princesa Élida[27]
- 1973 - A Passagem (folhetim)
- 1973 - Eurico, o Presbítero (folhetim)
- 1978 - A Cabana do Pai Tomás (folhetim)
- 1980 - Tempo de Teatro - Auto dos Anfitriões[28]
- 1980 - Ana Karenine (folhetim)
- 1981 - O Monge de Cister (folhetim)
- 1981 - Aventuras de Basílio Fernandes Enxertado (folhetim)
- 1981 - Tempo de Teatro - O Juiz da Beira[29]

...